# مرسيدس بنز دبليو 113
مرسيدس بنز دبليو 113 (بالإنجليزية: Mercedes-Benz W113)‏ هي سيارة رياضية من صناعة مرسيدس بنز أنتجت في 1963.